# Луций Цецилий Метел Далматик
Вижте пояснителната страница за други личности с името Луций Цецилий Метел.
Луций Цецилий Метел Далматик (на латински: Lucius Caecilius Metellus Delmaticus; Dalmaticus; * 160 пр.н.е.; † 103 пр.н.е.) e политик на Римската република към края на 2 век пр.н.е. от клон Цецилии Метелии на фамилията Цецилии.
Цецилий Метел е най-възрастният син на Луций Цецилий Метел Калв (консул 142 пр.н.е.).
През 119 пр.н.е. e избран за консул заедно с Луций Аврелий Кота. Следващите две години е проконсул в провинция Далмация и получава за победите си против далматите през 117 пр.н.е. триумф и името Далматик. С плячката от там той строи храм Ops Opifera  и подновява Храм на Кастор и Полукс..
Той или неговият роднина Луций Цецилий Метел Диадемат e през 115 пр.н.е. цензор заедно с Гней Домиций Ахенобарб.
Той е понтифекс максимус и през 114 пр.н.е. води процес против три весталки.
Цецилий Метел има три деца, Луций Цецилий Метел (консул 68 пр.н.е.) и Марк Цецилий Метел (претор 69 пр.н.е.) и Цецилия Метела Далматика, съпруга на Марк Емилий Скавър и след това на Луций Корнелий Сула.